# Сидоровка (Топчихинський район)
Си́доровка (рос. Сидоровка) — село у складі Топчихинського району Алтайського краю, Росія. Адміністративний центр Сидоровської сільської ради.

## Населення
Населення — 384 особи (2010; 518 у 2002).
Національний склад (станом на 2002 рік):
- росіяни — 94 %